# ナチス・ドイツによるチェコスロバキア解体

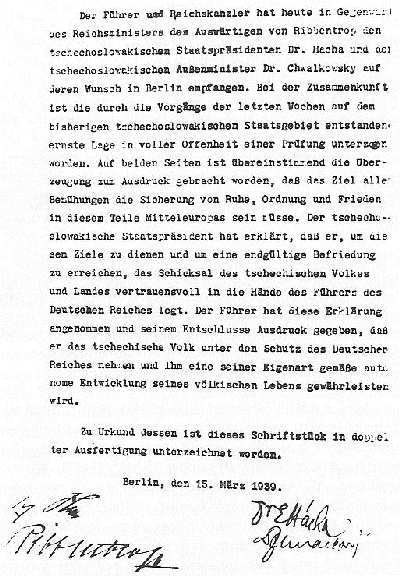
1939年3月15日に調印された、「チェコスロバキアの大統領エミール・ハーハと外相フランティシェク・フヴァルコフスキーの要請により」、チェコがドイツの保護下に入ることを定めた宣言文

ナチス・ドイツによるチェコスロバキア解体は、第二次世界大戦直前の戦間期に国民社会主義ドイツ労働者党（ナチ党）政権下のドイツ（ナチス・ドイツ）が主導して中欧のチェコスロバキアを分割・消滅させた一連の過程を指す。特に、過程の一部として行われたドイツに対するズデーテン地方の割譲は、ズデーテン割譲（ズデーテンかつじょう）またはズデーテン併合（ズデーテンへいごう）と呼ばれている。
チェコスロバキアの解体は、ドイツ、ハンガリー、ポーランドに領土を分割させられる1938年の第1段階と、独立運動を激化させるドイツの策動でスロバキア共和国、カルパト・ウクライナ、ベーメン・メーレン保護領の3地域に分裂して消滅されられる1939年の第2段階からなる。

## 背景

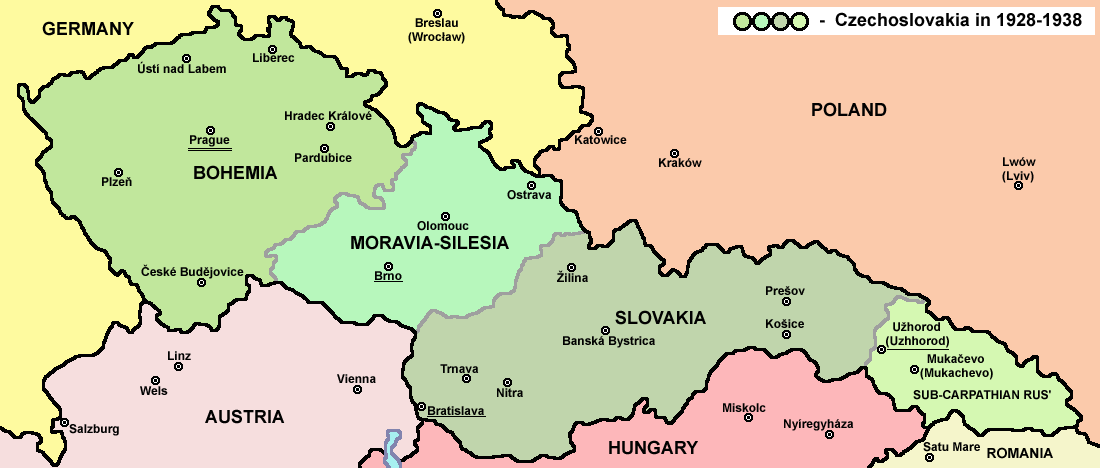
1938年当時のチェコスロバキアの区分。左からボヘミア、モラビア・シレジア、スロバキア、カルパティア・ルテニア

チェコスロバキアの係争地域。1はドイツ要求地域であるズデーテン地方。2はポーランド要求地域のテッシェン、3はウィーン裁定でハンガリー領になる南部スロバキアと南部カルパティア・ルテニア、4はカルパティア・ルテニア、5はチェコ、6はスロバキア

### チェコスロバキアとドイツの領土問題
現在のチェコの領土にあたる、ボヘミア・モラビアは、ボヘミア人（チェコ人）が大多数居住していたものの、神聖ローマ帝国以来のドイツ人支配地域であった。しかし第一次世界大戦においてチェコスロバキア主義を掲げたトマーシュ・マサリクらの独立運動、ヴェルサイユ条約およびサン＝ジェルマン条約、トリアノン条約によってボヘミアとモラビアにはチェコスロバキア国家の成立が定められた。また、ボヘミアの周縁部にはドイツ人が多く住んでおり、この地域をズデーテン地方として自治を求めるズデーテン・ドイツ人党などの政治運動が活発になっていた。チェコスロバキア政府はドイツ人の勢力拡張を恐れ、ドイツ人を公務員に登用しないなどの措置をとっていた。これはドイツ人にとって不公平な差別であり、ズデーテン・ドイツ人の反発は強まった。

### チェコスロバキアとハンガリーの領土問題
1918年、オーストリア＝ハンガリー帝国は第一次世界大戦に敗北し、領域内からチェコスロバキアが独立した。しかし同時期に独立したハンガリー民主共和国との間で、スロバキアとカルパティア・ルテニアの領有をめぐって争いがあった。
スロバキアとカルパティア・ルテニアは北部ハンガリーと呼ばれ、ハンガリー王国の歴史的地域であった。一方でチェコスロバキア大統領トマーシュ・マサリクはスロバキアの連邦参加を求めていた。さらにルーマニア王国もハンガリー領トランシルヴァニアの領有を狙っていた（大ルーマニア）。両国はハンガリーとの国境地帯に軍を配置し、ハンガリー政府に圧力をかけた。
1919年3月、ハンガリーではクン・ベーラの率いるハンガリー・ソビエト共和国が成立した。クン・ベーラの共産主義政権は民衆の支持を得られず、ハンガリーは混乱した。これを好機と見て、4月にはルーマニアがハンガリーに侵攻した（ハンガリー・ルーマニア戦争）。いっぽう、6月には海軍大将ホルティ・ミクローシュが蜂起し、南部にハンガリー政府を建設した。8月にはルーマニア軍によってハンガリーの首都ブダペストが占領され、ハンガリー・ソビエト共和国は倒れ、クン・ベーラは国外に逃亡した。ホルティの政府が後継のハンガリー政府となったが、ルーマニア軍は撤兵に応じなかった。11月、ルーマニア軍はトランシルヴァニアの割譲を条件として撤兵した。
連合国はハンガリー問題を解決するため、1920年トリアノン条約による領域確定を行った。これは第一次世界大戦の講和条約でもあり、動乱の続いたハンガリーはこれを受け入れるほかなかった。その結果、スロバキアとカルパティア・ルテニアはチェコスロバキアに、トランシルヴァニアはルーマニアに、クロアチアはセルブ・クロアート・スロヴェーン王国に、ブルゲンラントはオーストリア共和国に割譲させられた。
領域の大半を失ったハンガリー国内にはチェコスロバキアに対する敵愾心が生まれ、スロバキアとカルパティア・ルテニアの奪回を目指すようになった。

### チェコスロバキアとポーランドの領土問題
シレジアは「聖ヴァーツラフの王冠諸邦」の一つとして、チェコにとっては歴史的な領有権が主張される地域であった。オーストリア＝ハンガリー帝国は地域の民族性に従って境界線を引いており、戦後連合国はオーストリアの行政的区域としてのシレジアとモラビアの間にポーランド・チェコスロバキア国境を設定する予定であった。
しかしテッシェンは両界に存在しており、全体の帰属は曖昧であった。1918年12月、ポーランドは議会の選挙を行ったが、テッシェン市域でも選挙を行うことを告知してテッシェン全体の領有を既成事実化しようとした。ポーランド軍がテッシェン付近に展開したため、1920年1月にチェコスロバキアはポーランド軍の撤退を求めて最後通牒を行い、戦闘状態に入った。戦いはチェコスロバキア優位で動き、2月5日に休戦した。
休戦後、両国は連合国の十人委員会に仲裁を依頼したが、連合国は「両国で解決するべき」として仲裁を行わなかった。しかし交渉は決裂し、9月には再度十人委員会に調停が求められた。十人委員会は住民投票での決着を決定し、1920年3月に戒厳令が敷かれる中投票が行われた。しかし無効票が多かったため5月19日に再投票が行われたが、投票期間中に暴動が起きて投票は無効となった。十人委員会は投票による決着をあきらめ、テッシェンに流れる川を境界として分割することが決定された。以降、テッシェンはチェスキー・チェシーンとチェシンに分割され、ポーランドは全体の領有を目指すことになる。

### 対独同盟
チェコスロバキアとルーマニアはハンガリーの報復を恐れ、ユーゴスラビアと小協商を結成して対抗しようとした。また、チェコスロバキアは1924年にはフランスと、1935年にはソビエト連邦と相互援助条約を結び、ドイツにも対抗しようとした。

## 経緯

### ズデーテン危機
1938年3月、念願のオーストリア併合を達成したヒトラーは、次の領土的野心をチェコスロバキアに向けた。そして4月には対チェコ作戦（コードネーム“緑の件”）が立案され、次のように軍に指示した。
1. どんな原因もなく、また正当化の余地もないような青天の霹靂的奇襲は拒否。
2. 一時的に外交交渉を行い、徐々に事態を先鋭化しつつ戦争に導く。
3. 戦闘は陸軍と空軍の同時攻撃の必要あり。最初の4日間の軍事行動が政治的にも決定的。もしこの間に軍事上の決定的な成功がなければ、全欧危機に突入するのは確実。

上のような公文書を出した後、ヒトラーは行動を開始した。彼は、チェコ国内のドイツとの国境沿いの地域に多数のドイツ系住民（ズデーテン・ドイツ人）がいることを対チェコスロバキア戦略の重要な駒とした。まずオーストリア併合によって勢いづいているズデーテン・ドイツ人にドイツ本国から大々的な支援を送り、自治運動を展開させた。さらに全国宣伝指導部によって「圧迫されているズデーテンのドイツ人」という宣伝を国内に流し、ドイツ世論をも勢いづけた。しかしチェコスロバキアはドイツの動きを察知すると軍の動員を行う強硬姿勢を見せた。ドイツ国防軍の見通しも慎重であったため、ヒトラーは一旦侵攻を見送った。しかし、この事で「小国チェコスロバキアがヒトラーに勝利した」という新聞報道が各国で行われ、ヒトラーをチェコスロバキア問題への対応に駆り立てることになったという観測もある。
ヒトラーは戦術を転換し、チェコのベネシュ大統領個人を、「ドイツとチェコの障害になっているのはドイツ人の民族自決権を認めようとしないチェコ側の態度である」とした恫喝的演説を繰り返した。さらに、「事態をこのまま放置しておけばヨーロッパ中がチェコの頑迷の巻き添えを喰らうことになる」などと、ラジオ放送と映画をフルに使って恐怖を煽り立てた。そのためズデーテン危機は欧州の重要な問題となり、ヒトラーが対チェコスロバキア宣戦を行うという観測が強まった。
9月6日からはニュルンベルクでナチス党の第10回党大会が数日間にわたって行われることになっていた。9月12日にはヒトラーの演説が予定されており、この機に宣戦布告を行うのではないかという報道が駆けめぐった。9月7日、ズデーテン・ドイツ人党党首コンラート・ヘンラインは対チェコスロバキア政府との交渉を断絶する通告を行った。
12日、ニュルンベルク党大会でヒトラーは次のような演説を行った。
と述べ立てた。
このようにヒトラーはヴェルサイユ条約が敗戦国に押し付けた理屈をうまく逆用し、戦争の危機を回避しながら恫喝外交を続けた。イギリスの首相チェンバレンがドイツ側の要求をほとんど呑むことで、戦争の危機を回避しようとしているのをヒトラーは見透かしていたため、さらに次々と要求を釣り上げていき、最終的にチェコスロバキアに全面降伏を迫った。

### ミュンヘン会談とズデーテン併合
チェンバレンは調停に動き、ヒトラーと会談した上でチェコスロバキア政府に屈服を強要した。9月21日、チェコスロバキア政府は屈服しズデーテンの割譲交渉に応じた。9月22日、かつてチェコスロバキアにスロバキアとカルパティア・ルテニアを奪取されたハンガリー王国が両地域の割譲を要求した。さらにポーランドもテッシェン全域の割譲を要求し、動員を行った。同日にチェンバレンと会談したヒトラーは、両国の問題も同時に解決しなければならないとして交渉を拒否した。ヒトラーはズデーテンの即時併合とズデーテン地域の動産を望んでおり、時間のかかる国境確定交渉は望まなかった。ヒトラーは29日を期限とする最後通告を行った。ここにいたってチェンバレンはチェコスロバキアに動員を許可し、フランスも動員を行った。しかし、イタリア王国のムッソリーニが仲介に動いたために、最後通告の期限は延長され、29日にミュンヘンで独仏英伊の首脳会談が行われた。
会談の結果、ヒトラーの要求はほぼ完全に通り、チェコスロバキアはズデーテン全域を10月10日までにドイツに明け渡すことが決まった。また、ハンガリーとポーランドの要求地域は人民投票によって帰属が決定されることになった。ベネシュ大統領はロンドンに亡命し、エミール・ハーハが後継大統領となった。以降の政府はチェコスロバキア第二共和国と呼ばれる。チェコスロバキア国内には政府に対する失望感が広まり、民族運動が激しくなり始めた。

### 第一次ウィーン裁定
ポーランドは協定に応じ、テッシェンを人民投票によって獲得したが、ハンガリーは応じなかった。ハンガリーはチェコスロバキアへの侵攻をほのめかしたが、ミュンヘンで英仏に見捨てられたチェコスロバキアがすがる相手はもはやドイツしかなかった。チェコスロバキアとハンガリーはドイツとイタリアの裁定に従うと声明した。11月2日、ウィーンでスロバキア南部とカルパティア・ルテニア南部のハンガリーへの割譲が決定された。
しかし、領域を分断されることになるスロバキアとカルパティア・ルテニアでは民族運動がさらに激化し、11月9日、スロバキアではヨゼフ・ティソ、カルパティア・ルテニアではアウグスティン・ヴォロシンを首班とする自治政府が成立した。このためハンガリーへの割譲は実行されず、ハンガリー側にも不満が募った。

### チェコスロバキア崩壊

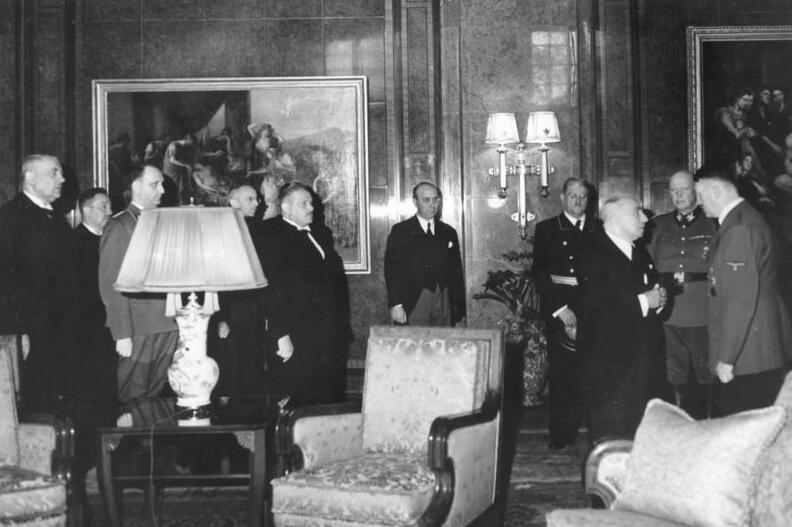
1939年3月15日、ベルリン総統官邸でのエミール・ハーハとヒトラー、ドイツ側閣僚

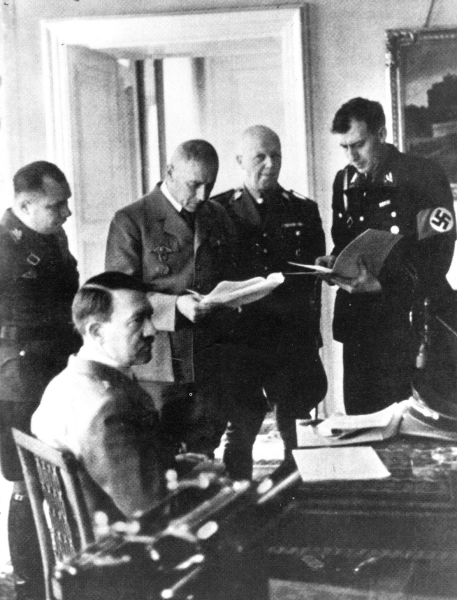
保護領の設置に関する法令に署名するヒトラー、フリック、ボルマンらナチ閣僚（1939年3月16日）

激化する民族運動を押さえきれないチェコスロバキア政府は1939年1月、ドイツに協力要請を行った。しかしドイツ側の交換条件は苛烈を極め、チェコスロバキア政府は支援をあきらめざるを得なかった。チェコスロバキア政府は弾圧に転じ、3月6日にはカルパティア・ルテニアの自治政府、3月9日にはスロバキアの自治政府を解散させた。
ヒトラーはこの機にチェコスロバキアを制圧することを決め、3月13日にスロバキア自治政府のティソをベルリンに呼び寄せた。ヒトラーはティソにスロバキア独立の宣言とドイツによる保護国化を要求し、拒否すればドイツ軍が介入すると脅した。ティソは応諾し、3月14日にブラチスラヴァでスロバキア共和国の独立が宣言された。同日、カルパティア・ルテニアも独立を宣言し、ヴォロシンを首班とするカルパト・ウクライナ共和国が成立した。
しかし、ハンガリーがこの機をとらえてカルパト・ウクライナに侵攻を開始した。チェコスロバキア大統領エミール・ハーハはドイツに支援を求め、3月15日にベルリンの総統官邸を訪問した。しかしヒトラーからの提案はチェコスロバキアからドイツへの併合要請文への署名であり、すでにドイツ軍への侵攻命令を下したと恫喝した。心臓病を抱えていたハーハは卒倒したが、医師テオドール・モレルの強心剤注射で蘇生した。ハーハはチェコをドイツの保護国とし、事実上併合させる宣言文に署名し、ここにチェコスロバキア共和国は消滅した。同日午前6時、チェコスロバキアのボヘミア・モラビアにドイツ軍が進駐し、3月16日にはスロバキアにも進駐した。カルパト・ウクライナも同日ハンガリーによって併合され、三日で消滅した。

## その後

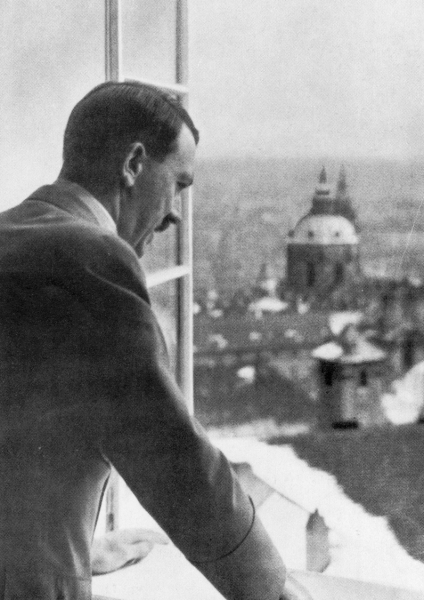
プラハ市街を見下ろすヒトラー

3月17日、イギリス首相チェンバレンはドイツによる事実上のチェコ併合を不当なものであると激しく非難し、「我が国は戦争は無分別なものであると信じるが、かかる挑戦に対しても無気力であると想像するのは激しい間違いである」と抗議したが、実力行使には出なかった。これをイギリスの宥和政策が続くものだと理解したヒトラーは、21日にポーランド外相ユゼフ・ベックにダンツィヒ自由都市の割譲を求めるなど、ポーランド侵攻の準備やリトアニアのメーメル併合といった領土拡張政策を進めることになる。
一方でハンガリーはなおもスロバキア全土を要求し、3月23日、スロバキア・ハンガリー戦争が発生した。戦いは一週間ほど続いたが、ドイツの調停によってウィーン裁定の結果通り、南部スロバキアのハンガリーへの割譲による講和が決まった。
ドイツの占領下に置かれたボヘミアとモラビアはベーメン・メーレン保護領となり、苛酷な統治が開始された。第二次世界大戦勃発後の1940年にはロンドンでベネシュを首班とするチェコスロバキア亡命政府が成立し、連合国の一員として戦争に参加した。1945年、ドイツの降伏後にチェコスロバキア亡命政府は帰国し、旧領の大半を回復したが、カルパティア・ルテニアはウクライナ・ソビエト社会主義共和国ザカルパッチャ州としてソビエト連邦に併合された。

## 参考書籍
- 児島襄『第二次世界大戦・ヒトラーの戦い』（文春文庫）